# Cantón de Saint-Florent-le-Vieil
El cantón de Saint-Florent-le-Vieil era una división administrativa francesa, que estaba situada en el departamento de Maine y Loira y la región de Países del Loira.

## Composición
El cantón estaba formado por once comunas:
- Beausse
- Botz-en-Mauges
- Bourgneuf-en-Mauges
- La Chapelle-Saint-Florent
- La Pommeraye
- Le Marillais
- Le Mesnil-en-Vallée
- Montjean-sur-Loire
- Saint-Florent-le-Vieil
- Saint-Laurent-de-la-Plaine
- Saint-Laurent-du-Mottay

## Supresión del cantón de Saint-Florent-le-Vieil
En aplicación del Decreto n.º 2014-259 de 26 de febrero de 2014, el cantón de Saint-Florent-le-Vieil fue suprimido el 22 de marzo de 2015 y sus 11 comunas pasaron a formar parte del nuevo cantón de La Pommeraye.